# WHL 1955/56
Die Saison 1955/56 war die vierte reguläre Saison der Western Hockey League (WHL). Meister wurden die Winnipeg Warriors.

## Teamänderungen
Folgende Änderungen wurden vor Beginn der Saison vorgenommen:
- Die Regina/Brandon Regals wurden als Expansionsteam in die Liga aufgenommen.
- Die Seattle Americans wurden als Expansionsteam in die Liga aufgenommen.
- Die Winnipeg Warriors wurden als Expansionsteam in die Liga aufgenommen.

## Reguläre Saison

### Abschlusstabellen

#### Coast Division
Abkürzungen: GP = Spiele, W = Siege, L = Niederlagen, T = Unentschieden, GF = Erzielte Tore, GA = Gegentore, Pts = Punkte
|                        | GP | W  | L  | T | GF  | GA  | Pts |
| ---------------------- | -- | -- | -- | - | --- | --- | --- |
| Vancouver Canucks      | 70 | 38 | 28 | 4 | 252 | 181 | 80  |
| Victoria Cougars       | 70 | 35 | 30 | 5 | 206 | 196 | 75  |
| New Westminster Royals | 70 | 31 | 37 | 2 | 238 | 258 | 64  |
| Seattle Americans      | 70 | 31 | 37 | 2 | 201 | 243 | 64  |

#### Prairie Division
Abkürzungen: GP = Spiele, W = Siege, L = Niederlagen, T = Unentschieden, GF = Erzielte Tore, GA = Gegentore, Pts = Punkte
|                       | GP | W  | L  | T | GF  | GA  | Pts |
| --------------------- | -- | -- | -- | - | --- | --- | --- |
| Winnipeg Warriors     | 70 | 40 | 28 | 2 | 248 | 212 | 82  |
| Calgary Stampeders    | 70 | 40 | 30 | 0 | 292 | 242 | 80  |
| Saskatoon Quakers     | 70 | 27 | 35 | 8 | 208 | 249 | 62  |
| Edmonton Flyers       | 70 | 33 | 34 | 3 | 236 | 256 | 56  |
| Regina/Brandon Regals | 70 | 23 | 39 | 8 | 199 | 243 | 54  |